# Lê Doãn Thân
Lê Doãn Thân (chữ Hán: 黎允伸, 1720-1773), người xã Đại Mão, huyện Siêu Loại (nay là thôn Đại Mão, xã Hoài Thượng, thị xã Thuận Thành, tỉnh Bắc Ninh). Đỗ Đệ tam giáp đồng Tiến sĩ xuất thân khoa Mậu Thìn, niên hiệu Cảnh Hưng năm thứ 9 đời vua Lê Hiển Tông. Ông làm quan Thừa chính sứ, Đốc trấn Lạng Sơn, tước Tú Xuyên bá.
Anh trai ông là Lê Doãn Giản, đỗ tiến sĩ năm 1743. Cháu ruột ông là Lê Quýnh, một nhân vật được biết nhiều trong giai đoạn 1787-1789, khi Lê Chiêu Thống sai người sang cầu viện nhà Thanh nhằm khôi phục lại ngai vàng đã mất nhưng bất thành.